# Rudolf Thauer der Ältere

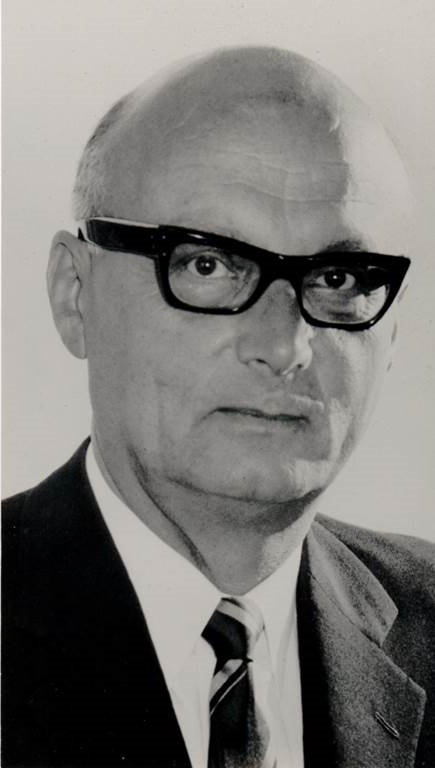
Rudolf Thauer, um 1965

Rudolf Thauer (* 24. September 1906 in Frankfurt am Main; † 20. März 1986 in Freiburg im Breisgau) war ein deutscher Physiologe und Hochschullehrer in Frankfurt am Main, Danzig und Gießen.

## Leben
Rudolf Thauer, Sohn des Lehrers Rudolf Thauer und der Agnes Thauer geborene Knoblauch, studierte nach dem Abitur Medizin an der Universität Johann Wolfgang Goethe-Universität Frankfurt am Main. Im Jahr 1926 schloss er sich dem Straßburger Corps Palaio-Alsatia an. Er war Assistent in Heidelberg, Berlin und Frankfurt, unter anderem bei Albert Fraenkel. 1932 wurde er zum Dr. med. promoviert. 1935 habilitierte er sich in Frankfurt.
Thauer war evangelisch. 1934 heiratete er Charlotte Kalberlah. Er hatte vier Kinder (Sabine, Rudolf K., genannt Rolf, Jörg und Christoph).
Am im Theodor-Stern-Haus in der Weigertstraße 3 untergebrachten Institut für animalische Physiologie der Universität Frankfurt war Thauer ab 1936 Privatdozent und ab 1939 ordentlicher Professor. Zudem leitete er in Frankfurt von 1941 bis 1943 kommissarisch das Neurologische Institut. Thauer, der 1942 teilweise mit Karl Wezler, Professor am mit einer in Deutschland einzigartigen Klimakammer ausgestatteten Institut für animalische Physiologie, das Projekt der DFG Grundlagen und Bedingungen der Wärmeregulation durchführte, nahm an der Tagung über Ärztliche Fragen bei Seenot und Winternot am 26. und 27. Oktober 1942 teil, wo auch über die „Unterkühlungsversuche“ im KZ Dachau referiert wurde. Mit Wezler forschte Thauer über Die Einwirkung extremer Temperaturen auf den menschlichen Organismus. Für die Luftwaffe und die Marine arbeiteten sie „am Menschen selbst und an Hunden ohne Narkose“.
Thauer wurde 1943 als Direktor an das Physiologische Institut der Technischen Hochschule Danzig berufen. Er erhielt 1944 dort eine Professur für Physiologie und widmete sich der Luftfahrtmedizin, insbesondere der „Beeinflussung der Wärmeregulation durch Medikamente und Gifte unter besonderer Berücksichtigung der allgemeinen Auskühlung im Wasser“. Beim Vormarsch der Roten Armee setzte Thauer sich nach Wetter (Hessen) ab.
Nach dem Zweiten Weltkrieg war Thauer 1946/1947 an der Christian-Albrechts-Universität zu Kiel Lehrbeauftragter (Gastprofessor). Thauer wurde im Januar 1947 nach einem Spruchkammerverfahren als Mitläufer entnazifiziert. Im Rahmen der Operation Paperclip gelangte Thauer Ende Oktober 1947 in die USA. Dort war Thauer in Philadelphia als Physiologe (A.M.E.I.) beim Department of the Navy und Bureau of Aeronautics wissenschaftlich tätig.
Ab 1951 war Thauer Professor für Physiologie an der Justus-Liebig-Universität Gießen, Direktor des dortigen Physiologischen Instituts und in Personalunion Direktor des Max-Planck-Instituts für Herz- und Lungenforschung (später Max-Planck-Institut für Physiologie und Klinische Forschung/W. G. Kerckhoff-Institut) in Bad Nauheim, wo er auch lebte. 1963 wurde er Mitglied im Hessischen Forschungsrat und von 1964 bis 1970 war er Mitglied im Hessischen Wissenschaftsrat.
1974 wurde er emeritiert.

## Mitgliedschaften in NS-Organisationen
- Förderndes Mitglied der SS (1933–1934)
- Sturmabteilung (1934–1936)
- Nationalsozialistische Deutsche Arbeiterpartei (ab 1937)
- Nationalsozialistische Volkswohlfahrt (1934)
- Reichsluftschutzbund (1936)
- Reichsdozentenschaft (1937)
- Nationalsozialistischer Deutscher Ärztebund (1940)
- Nationalsozialistischer Altherrenbund (1941)[10]

## Ehrungen
- Senkenberg-Preis (Frankfurt am Main, 1943)
- Ehrendoktor der Sorbonne (1968)
- Mitglied der Deutschen Akademie der Naturforscher Leopoldina (1970)
- Wissenschaftliches Mitglied der Max-Planck-Gesellschaft
- Ehrenmitglied der Deutschen Gesellschaft für Kreislaufforschung (1972)
- Rudolf-Thauer-Posterpreis der Deutschen Gesellschaft für Kardiologie – Herz- und Kreislaufforschung
- Ehrenmitglied der Deutschen Physiologischen Gesellschaft (1975)
- Rudolf-Thauer-Weg in Bad Nauheim (1987)[11]

## Ehrenämter
- 1953–1976: Ständiger Geschäftsführer der Deutschen Gesellschaft für Kreislaufforschung

## Schriften
Thauer veröffentlichte etwa 150 Beiträge zur Physiologie des Blutkreislaufs, des Stoffwechsels, des Zentralnervensystems und der Wärmeregulation, insbesondere zur Temperaturregulation nach operativen Eingriffen am Nervensystem homoiothermer Säugetiere.

## Mitherausgeber
- Verhandlungen der Deutschen Gesellschaft für Kreislaufforschung. 1952–1976.
- Pflügers Archiv – European Journal of Physiology. 1954–1975.